# Trattatello in laude di Dante

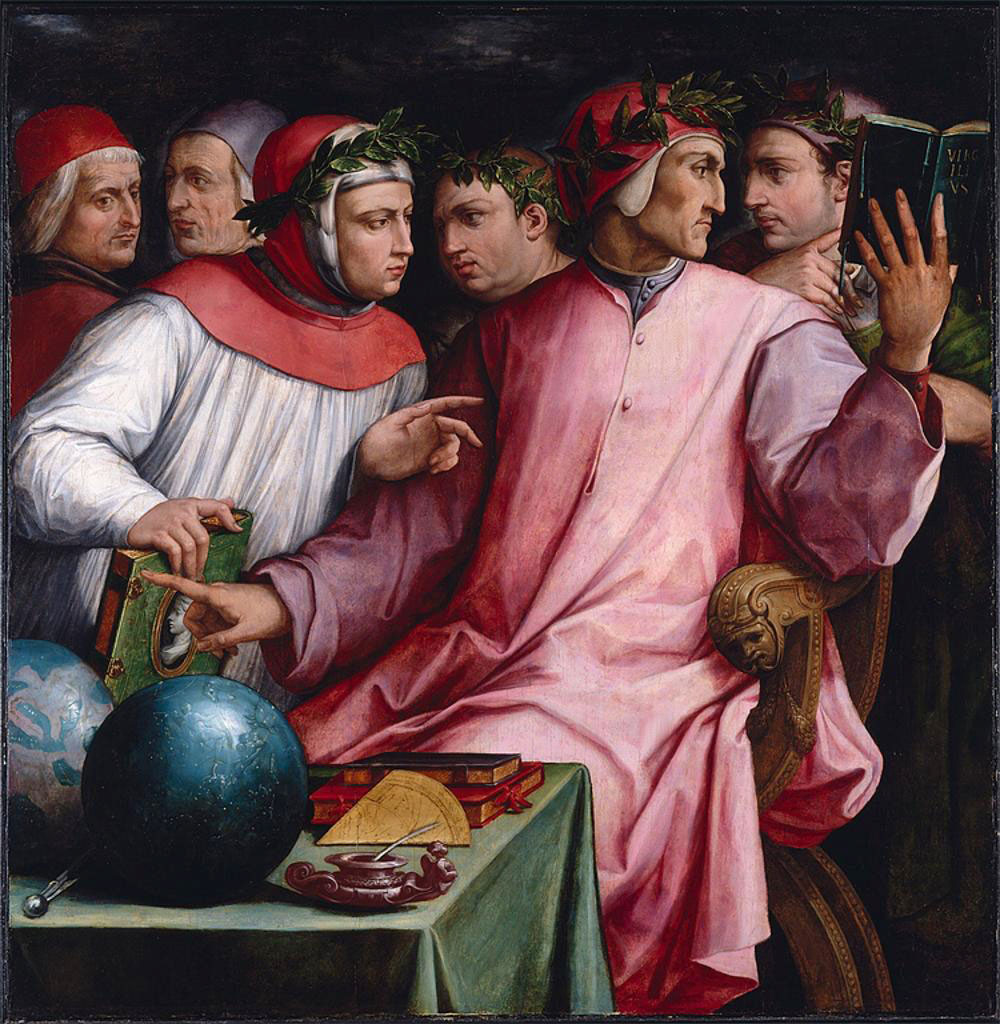
Dante, Boccace, Pétrarque, Guido Cavalcanti, Cino da Pistoia et Guittone d'Arezzo par Giorgio Vasari (1544).

Le Tratatello in laude di Dante (Petit traité à la louange de Dante) est une biographie de Dante Alighieri écrite par Boccace entre 1357 et 1361.

## Historique
Boccace est introduit dès ses premières années d'étude à l'œuvre de Dante par son maître Giovanni Mazzuoli da Strada, le père de son ami Zanobi da Strada. Porté par une admiration enthousiaste, il commence dès lors à collecter des informations sur la vie du poète auprès de personnalités de l'élite intellectuelle gravitant dans son entourage familial comme Graziolo Bambaglioli (it), l'un des premiers commentateurs de la Commedia, ou Matteo Frescobaldi, poète du dolce stil novo dont le père, Dino Frescobaldi, était un proche de Dante. À Naples, Boccace rencontre le juriste Cino da Pistoia, ami de l'Alighieri. En 1347-1348 il est hébergé par Francesco II Ordelaffi dont le frère Scarpetta Ordelaffi avait lui-même donné asile en Modèle:Dato à Dante lors de son exil de Florence, nouvelle occasion pour lui de se rapprocher de son poète vénéré. De retour à Florence Boccace cherche à convaincre de l'intérêt que présente Dante son ami Pétrarque et les tenants de l'humanisme naissant plus réticents. 

## Commentaire
Boccace exalte dans le Trattatello les qualités morales et intellectuelles du poète. Si l'œuvre ne manque pas d'informations authentiques, l'élan hagiographique est indéniable, de sorte que le personnage de Dante Alighieri apparaît baigné dans une aura de légende. Le titre reflète tout à fait la tonalité quasi religieuse de l'œuvre et bien que les premières pages sur l'amour de Dante pour Beatrice exhalent une saveur romantique affectée, la critique dantesque moderne a reconnu dans le Trattatello nombre d'informations puisées dans la tradition orale et apprises de vive voix de personnes qui avaient connu l'Alighieri. 
Mais la restitution du matériel biographique n'a pas été très prudente et autour de la figure du divin poète vibre comme une auréole conforme au type idéal que, dans l'Alighieri, Boccace définit et honore comme le premier, l'auguste et l'héroïque serviteur du culte de la poésie et de la science. Ainsi, le Trattatello est-il moins une laude à Dante qu'à la poésie. Fidèle à l'esthétique médiévale, Boccacce place la grandeur et la beauté de la poésie dans son lien intime avec la philosophie. Plus nouveau et significatif est l'éloge du savoir et de l'érudition, conforme à l'esprit laïque du Convivio et expression de l'enthousiasme nouveau pour l'érudition classique. 
Caractéristique, parce que reprise plus tard par les humanistes, est la discussion sur le motif de l'utilisation, dans la Commedia, du vulgaire au lieu du latin ; discussion que Boccace ferme en recourant en substance à la justification, que Dante avait déjà mise en avant pour le Convivio, de la décadence des études libérales, de la connaissance du latin limitée aux seuls lettrés, de la faible utilité d'un poème écrit en latin et de la nécessité qui en découle pour Dante d'écrire son poème « in stile atto a' moderni sensi » (dans un style adapté aux significations modernes).
L'adjectif divina fut pour la première fois utilisé pour qualifier la Commedia par Boccace dans le Trattatello. La locution Divina Commedia, ne se répandit toutefois qu'à partir de l'édition de Ludovico Dolce en 1555.

## Publication
Éditeur de l'anthologie qu'il a constituée de l'œuvre de Dante, Boccace place sa biographie, le Trattatello in laude di Dante, en tête de sa publication. Nous sont parvenues trois versions de l'œuvre, toutes trois de la main de Boccace, la vulgate étant plus volumineuse que les deux autres qui en sont probablement des synthèses. La date de composition est communément située entre 1357 et 1361. La première édition imprimée apparaît en 1477, avant celle de la Divine Comédie de Wendelin de Spire, sous le titre Vita di Dante. 
Entre 1365 et 1375, Boccace assure à nouveau des charges publiques pour la commune de Florence. Il est notamment chargé d'une édition critique des œuvres de Dante précédée par le Trattatello. L'édition de ses Esposizioni sopra la Commedia di Dante donne lieu également à une série de lectures et de commentaires publics de la Commedia dans l'église Santo Stefano di Badia entre 1373 et 1374. À cause de sa mauvaise santé il arrive seulement au chant XV de l'Enfer. Il se retire à Certaldo où il meurt en 1375 un an après la disparition de Pétrarque.
Au milieu du XXe siècle, une police de caractères dessinée par Giovanni Mardersteig et gravée par Charles Malin reçoit le nom de Dante. Son nom provient du premier livre pour lequel elle fut utilisée, le Trattatello in laude di Dante, publié en 1955 par l'Officina Bodoni de Vérone.